# Società Anonima Orsi Mangelli
La SAOM, o Società Anonima Orsi Mangelli, era un'azienda italiana con sede a Forlì, sorta negli anni Venti del Novecento per la produzione di seta artificiale.
La zona di Forlì era già nota per l'allevamento dei bachi e la filatura della seta: celebre era, ad esempio, il tipo di seta Meldola, che traeva nome da una vicina località.
Nel 1926 entrarono in funzione gli impianti della SAOM, che aveva colto l'occasione della costruzione della nuova stazione ferroviaria di Forlì, voluta dal regime fascista per celebrare la città del Duce, ormai meta di veri e propri pellegrinaggi: non si trattava, infatti, di un rinnovo dell'impianto esistente, ma di un vero e proprio trasferimento della stazione in un'area non ancora urbanizzata. Ciò aveva creato la possibilità, per la Orsi Mangelli, di insediare la propria attività, che pure richiedeva ampi spazi di terreno, proprio nei pressi della nuova stazione. In conseguenza dell'urbanizzazione delle aree, il mercato del bestiame, che prima vi si svolgeva, venne allontanato verso nord, nella zona poi nota come Foro Boario.
Nel tempo, nascono anche altre attività, legate sempre alla chimica: ad esempio, il 3 ottobre 1929 venne fondata la Società Italiana di Applicazione Cellulosa (la SIDAC), con sede a Milano, ma con produzione nello stabilimento Orsi Mangelli di Forlì. Si tratta della prima ditta italiana per la produzione di cellophane.
Nel 1934, pur mantenendo l'acronimo SAOM, il nome venne cambiato in Società Azionista Orsi Mangelli - SAOM-RAYON-Forlì.
Superata la crisi dovuta alla seconda guerra mondiale e salvate avventurosamente le macchine, la produzione riprese.
Nel 1967 la società azionaria Orsi Mangelli-SAOM-RAYON-FORLÌ incorporò la Società Italiana di Applicazione Cellulosa (SIDAC) S.P.A., assumendo il nome di Società Azionaria Orsi Mangelli SAOM-SIDAC.
Lo stabilimento di Forlì produceva rayon alla viscosa, fiocco alla viscosa, una particolare fibra poliammidica, o nylon, che viene denominata Forlion (in onore della città), cellophane, estrusione di polietilene.
Nel 1972, per motivi economici, venne chiusa la linea di lavorazione del rayon.
Nel 1976, infine, la famiglia Orsi Mangelli cedette la proprietà dell'azienda, ma il nuovo Presidente e Legale Rappresentante, l'avvocato Carlo Gotti Porcinari, portò la ditta al fallimento l'anno successivo (1977).